# Bugul er Hoët
Der Menhir Bugul er Hoët (auch Berger du Bois, Berger de la Madeleine oder Menhir de Bugul-er-Hoët genannt) steht nordwestlich des Weilers Bord-er-Mohet im 3000 ha großen Forêt de Quénécan (auch la petite Suisse Bretonne genannt), in Cléguérec bei Pontivy im Norden des Département Morbihan in der Bretagne in Frankreich.
Der höchste der Menhire im Wald, in dem es noch viele kleine Menhire gibt, ist phallisch, etwa 4,5 Meter hoch, 1,2 m breit und 0,6 m dick. Er stammt aus einem großen Felsaufschluss. An seinem Fuß wurden Asche und Töpferfragmente gefunden. Unter den Steinen, die sich in unmittelbarer Nähe befinden handelt sich wahrscheinlich um kleine Menhire.
In der Nähe liegen die Allée couverte von Bod er Mohet und  auf dem Gipfel des 289 m hohen Breuil du Chêne, dem höchsten Punkt im Wald, die Calvaire Saut du Chevrueil.